# Cardano al Campo
Cardano al Campo – miejscowość i gmina we Włoszech, w regionie Lombardia, w prowincji Varese.
Według danych na rok 2004 gminę zamieszkiwały 12 082 osoby, 1342,4 os./km².

## Miasta partnerskie
- Stigliano
- Zarautz